# Yohanan Friedmann

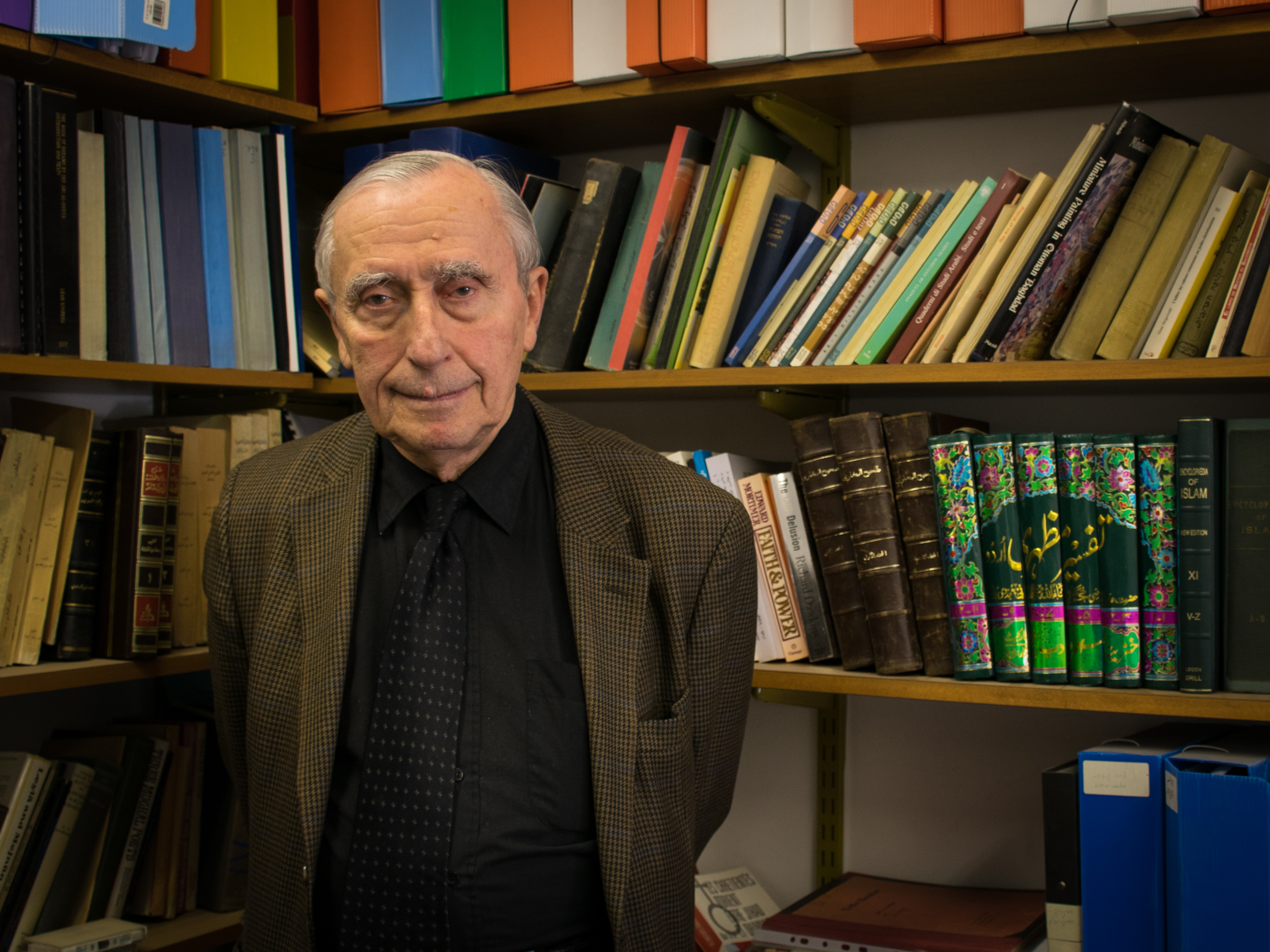
Yohanan Friedmann

Yohanan Friedmann (Zákamenné, 28 marzo 1936) è un arabista e islamista israeliano di origine cecoslovacca.

## Biografia
Friedmann, originario di quella che attualmente è la Slovacchia, immigrò in Israele coi suoi genitori nel 1949, subito dopo la nascita dello Stato d'Israele. Studiò nella ha-Reali ha-Ivri (Scuola reale ebraica) di Haifa tra il 1950 e il 1955. Nel 1956 cominciò a frequentare i corsi nel Dipartimento di Lingua e Letteratura araba della Università ebraica di Gerusalemme, conseguendo la sua laurea di primo livello (BA) nel 1959.
Nel 1962 completò gli studi di laurea magistrale (Master Degree) in Letteratura araba, con una tesi sul poeta arabo siriano al-Ma'arri (m. 1058). In seguito Friedman si recò a Montréal (Canada) per studiare alla McGill University per il suo PhD.
Studiò Urdu e si specializzò nella storia dell'India musulmana, tanto che la sua tesi di perfezionamento del 1966 riguardò il grande pensatore e sceicco sufi Ahmad Sirhindi. Nello stesso anno Friedmann entrò nell'Università ebraica di Gerusalemme e fu nominato ricercatore (Lecturer) di islamistica.
Attualmente è Max Schloessinger Professor Emeritus of Islamic Studies in questa stessa università e, dal 1999, è membro della Israel Academy of Sciences and Humanities. Ha svolto diverse importanti funzioni nel suo ateneo: da titolare della cattedra dell'Institute of Asian Studies and African Studies (dal 1975 al 1978) a titolare della cattedra della Scuola di Perfezionamento (Graduate School) dal 1980 al 1983. È stato preside della facoltà di Humanities (Studi umanistici) dal 1985 al 1988 per poi ricoprire il posto della cattedra del Dipartimento di Arabic language and Arabic literature dal 2002 al 2004. Nel 2003 è stato Sternberg Distinguished Lecturer. Nel 2007 è stato eletto alla cattedra della Humanities Division della Israel Academy of Sciences and Humanities.
Nel 2002 Friedmann è stato componente dell'Institute for Advanced Study di Princeton (New Jersey). Nel 2003 ha ricevuto il Landau Prize in the Humanities. Dal 1993 è Direttore dei prestigiosi Jerusalem Studies in Arabic and Islam. Friedmann è stato più volte visiting Professor nella New York University e nella University of Pennsylvania. Nel 1997 è stato "Scholar in residence" nella Rockefeller Foundation.

## Campi di studio
Le ricerche di Friedmann riguardano essenzialmente il pensiero religioso islamico, in special modo quello del subcontinente indiano. Il suo più recente e significativo contributo riguarda la questione della tolleranza e dell'intolleranza della religione e delle religioni nella tradizione islamica (Tolerance and Coercion in Islam: Interfaith Relations in the Muslim Tradition).

## Opere
- "Shaykh Ahmad Sirhindi. An outline of his thought and a study of his image in the eyes of posterity." McGill-Queens University Press, 1971. Reprint Oxford |University Press, 2000.
- Prophecy Continuous. Aspects of Ahmadi Religious Thought and Its Medieval Background, Berkeley, University of California Press, 1989
- "The Naqshbandis and Awrangzeb: A reconsideration" in: Naqshbandis: Historical Developments And Present Situation, 1990
- «Husain Ahmad Madani» in: Dictionnaire biographique des savants et grandes figures du monde musulman périphérique, 1992
- The History of al-Tabari: The Battle of al-Qadisiyyah and the Conquest of Syria and Palestine (The History of Messengers and Kings), 1992
- «Jam`iyyat al-`ulama-'i Hind», in: The Oxford Encyclopaedia Of The Modern Islamic World, 1995
- «Ahmadiyya», in: The Oxford Encyclopaedia Of The Modern Islamic World, 1995
- The messianic claim of Ghulam Ahmad, in: Messianism, eds. M.R. Cohen and P. Schaefer, Leiden, E.J. Brill, 1998
- "Classification of unbelievers in Sunni Muslim law and tradition" in: Jerusalem Studies in Arabic and Islam, 1998
- "Conditions of conversion in early Islam". In: Ritual and Ethics: Patterns of Repentance, eds. A. Destro, 2000
- «Dissension» in: Encyclopedia of the Qur'an, vol. 1, pp. 538-540, 2001
- «Ahmadiyya» in: Encyclopedia of the Qur'an, vol. 1, pp. 50-51, 2001
- "Messianismus im Islam" in: Religion in Geschichte und Gegenwart, vol. 5, 2003
- "Chiliasmus im Islam" in: Religion in Geschichte und Gegenwart, vol. 2, 2003
- «Ahmadiyya» in: Religion in Geschichte und Gegenwart, vol. 1, 2003
- Tolerance and Coercion in Islam: Interfaith Relations in the Muslim Tradition, Cambridge University Press, 2003